# آمل مختار
آمل مختار (انگلیسی: Amel Mokhtar؛ زادهٔ ۴ فوریهٔ ۱۹۶۴) روزنامه‌نگار، و نویسنده اهل تونس است.
وی تاکنون چندین رمان و مجموعه داستان به چاپ رسانده‌است. از مجموعه داستان‌هایش می‌توان به عاشق این مرد نباش و چهره زیبای دیو اشاره کرد. به سلامتی زندگی، صندلی جنبان و مایسترو نیز از رمان‌های مشهور این نویسنده به‌شمار می‌روند. مختار تا کنون جوایز ادبی گوناگونی دریافت کرده‌است. از جمله جایزه طاهر حداد(۱۹۸۸) و جایزه وزارت فرهنگ تونس برای رمان به سلامتی زندگی (۱۹۹۴).